# Троицкое (Торжокский район)
Троицкое — деревня в Торжокском районе Тверской области, входит в состав Мошковского сельского поселения.

## География
Деревня находится на берегу реки Шостка в 23 км на юго-восток от центра поселения деревни Мошки и в 49 км к юго-востоку от города Торжка.

## История
В 1873 году в селе была построена каменная Троицкая церковь с 3-мя престолами, метрические книги с 1720 года.
В конце XIX — начале XX века село входило в состав Тредубской волости Старицкого уезда Тверской губернии. 
С 1929 года деревня входила в состав Тредубского сельсовета Емельяновского района Тверского округа Московской области, с 1935 года — в составе Калининской области, с 1956 года — в составе Торжокского района, с 1994 года — в составе Тредубского сельского округа, с 2005 года — в составе Тредубского сельского поселения, с 2017 года — в составе Мошковского сельского поселения.

## Население
| 1859 | 1886 | 2002 | 2010 |
| ---- | ---- | ---- | ---- |
| 257  | ↗277 | ↘18  | ↗26  |